# Psilogramma jordana
Psilogramma jordana là một loài bướm đêm thuộc họ Sphingidae. Loài này có ở Fiji.